# حسين بايقرا
السلطان حسين بأيْقرا (842 - 911 هـ / 1438 - 1506 م) هو من آواخر السلاطين التيموريون.
والده منصور بن بايقرا بن عمر شيخ بن تيمور لنك. كان حاكم هراة التيموري من عام 1469 حتى 4 مايو 1506، مع انقطاع قصير في عام 1470. اشتهر رجل الدولة الماهر، السلطان حسين بايقرا، باهتمامه بالفنون، واشتهر بأنه راعي وداعم للتعليم في مملكته، مع إعلان عهده على أنه عصر النهضة التيموري الثاني. وقد وُصِف بأنه "الحاكم التيموري الجوهري في الفترة اللاحقة في ما وراء النهر" وكان بلاطه المتطور ورعايته الفنية السخية مصدر إعجاب، لا سيما من ابن عمه، سلطان مغول الهند بابر.

## المصدر
- التيموريون - مظهر شهاب، الموسوعة العربية